# Peixotoa adenopoda
Peixotoa adenopoda är en tvåhjärtbladig växtart som beskrevs av C. Anderson. Peixotoa adenopoda ingår i släktet Peixotoa och familjen Malpighiaceae. Inga underarter finns listade i Catalogue of Life.